# Boosey & Hawkes
Boosey & Hawkes est une maison d'édition musicale internationale, spécialisée dans la musique classique, basée à Londres (Royaume-Uni), créée en 1930 avec la fusion de deux anciennes maisons anglaises : Boosey & Company et Hawkes & Son. Elle était également manufacturier d'instruments, mais en 2003 la division des instruments de musique a été vendue.
Pour la musique du XXe siècle, elle détient les droits sur des compositeurs comme : Igor Stravinsky, Béla Bartók, Aaron Copland, Benjamin Britten, Sergei Prokofiev, Richard Strauss, Rachmaninoff ou Steve Reich. 